# شاهرخ ميرزا
شاهرُخ ميرزا (بالفارسية: شاهرخ‌میرزا) (15 شوال 1146هـ\ 21 مارس 1732م – 1206هـ\ 1796م) الشهير بِلقبه الأسري «شاهرُخ شاه» هو الشاه الرابع والأخير للدولة الأفشارية. وقد تولى حُكم البلاد من سنة 1161هـ الموافقة لِسنة 1748م إلى سنة 1163هـ الموافقة لِسنة 1750م، وفي فترة أخرى حكم من سنة ق. 1163هـ الموافقة لِسنة 1750م إلى سنة ق. 1206هـ الموافقة لِسنة 1796م. والده هو الأمير «رضا قُلي ميرزا»، وجده لأبيه هو «نادر شاه الأفشاري» وجده لأمه هو الشاه الصفوي «سلطان حُسين الأول».

## عهده الأول
استُدعي إبراهيم الأفشاري للاعتراف بشاهرخ شخصيًا، لكنه رفض. تظاهر إبراهيم بهذا التمرد بنية دعم شاهرخ، ودعاه بدلًا من ذلك للتتويج في أصفهان. ومع ذلك، اكتشف نبلاء خراسان نواياه الحقيقية وطلبوا منه الحضور إلى مشهد للتعبير عن حسن النية. لم تسرِ المفاوضات مثلما كان مخططًا، لذا كشف إبراهيم عن أهدافه الحقيقية وذهب إلى مدينة تبريز في أذربيجان للاحتفال بتتويجه شاهًا في 8 ديسمبر من عام 1748. بعد مشورة زعماء القبائل، كلف شاهرخ موسى خان أفشار تارومي بمهمة هزيمة إبراهيم شاه. سرعان ما وقعت معركة في ضواحي سمنان في يونيو أو يوليو عام 1749، حيث اضطر إبراهيم شاه للانسحاب نتيجة الاضطرابات بين قواته. تراجع بعض قواته الأفغانية والأوزبكية وانضموا إلى شاهرخ، بينما عَمِد آخرون إلى الفرار. هرب إبراهيم شاه إلى قلعة كالبور، لكن سرعان ما قُبض عليه وسُلم إلى موسى خان أفشار تارومي، الذي فقأ عينيه وأمر بإرساله إلى مشهد. لكنه توفي في الطريق.
بعد وفاة كل من عادل شاه وإبراهيم شاه، بدا أن شاهرخ كان يحاول التخلص من جميع منافسيه. على الرغم من أن زعيم قبيلة قاجار، محمد حسن خان قاجار، تحداه في البداية، إلا أنه استسلم لأحد قادة شاهرخ. ومع ذلك، حكم شاهرخ كرئيس صوري فقط، لأن القوة الحقيقية كانت بين أيدي زعماء القبائل الكردية والعربية والتركية. لم تكن سلطات زعماء هذه القبائل متساوية، إذ انضم أولئك الذين عارضوا شاهرخ إلى صفوف المعارضة. وسرعان ما احتشدوا حول محمد عالم خان، الذي شكّل تهديدًا كبيرًا لشاهرخ بسبب أسلافه الأقوياء. كان والد محمد عالم خان هو ميرزا داود، الذي شغل مناصب عليا في عهد الشاه الصفوي سلطان حسين (1694-1722)، وكان متزوجًا من شقيقته، شهربانو بيغوم، والدة محمد عالم خان.
تختلف الروايات حول العلاقة بين شاهرخ ومحمد عالم خان؛ إذ يتهم البعض شاهرخ بالنفاق نتيجة محاولاته لقتل محمد عالم خان، بينما يصور آخرون محمد خان على أنه مخادع إذ كان على استعداد لفعل أي شيء للاستيلاء على العرش. وعد شاهرخ بهبود خان بمنحه لقب فاكيل (الوصي) مقابل قتل محمد خان، لكن بهبود خان رفض ذلك، ما أدى إلى القبض عليه في اليوم التالي للوقوف أمام المحكمة. ونتيجةً لهذا الاعتقال، في 30 ديسمبر عام 1749، جاء زعيم القبائل العربية عالم خان خزيمة، إلى جانب ستة عشر زعيمًا آخرين، وعرضوا العرش على محمد خان، الذي وافق. استغل المتآمرون في وقت لاحق غياب الزعيم القبلي التركي يوسف علي خان جلاير (المؤيد الرئيسي لشاهرخ) عن مشهد، وقاموا بسجن شاهرخ أثناء تنصيب محمد خان على العرش في 14 يناير عام 1750. اعتمد محمد خان اسم سليمان الثاني كاسم ملكي، كمطالبة بالعرش الصفوي.